# Cultura câmpurilor de urne

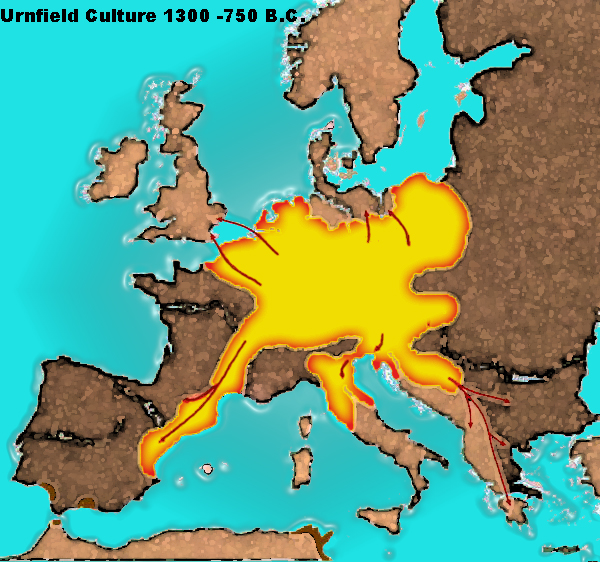
Răspândirea culturii câmpurilor de urne

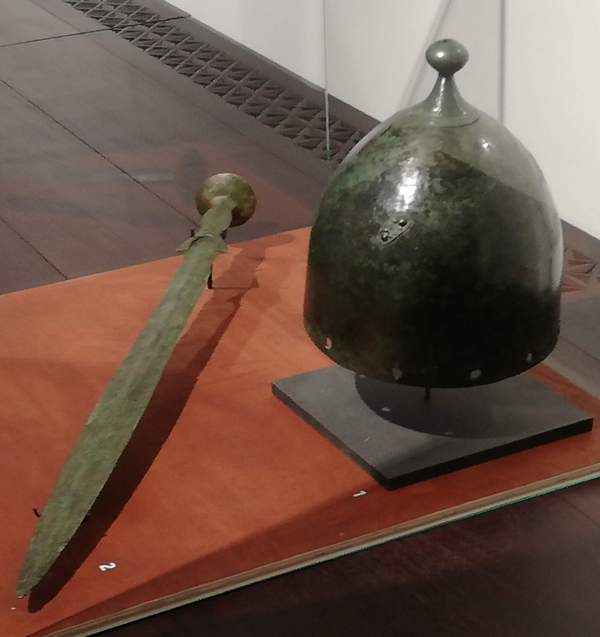
Coif și spadă din cadrul culturii câmpurilor de urne, România

Cultura câmpurilor de urne funerare sau Cultura câmpurilor de înmormântare (în engleză Urnfield culture, în germană Urnenfelderkultur) (1300-750 î.Hr. ) este denumirea generală a unui număr de culturi arheologice din Epoca Bronzului târziu bazate pe o trăsătură caracteristică — locuri de înmormântare fără terasamente, care conțin în principal rămășițe de incinerații, de obicei cu îngroparea cenușii într-un vas de pământ plasat la fundul mormântului. 

## Istorie
Cultura câmpului funerar a fost succesorul culturii mormanului (tumulilor) și a fost moștenită de cultura Hallstatt.
Culturile de câmp funerar au apărut în Epoca Bronzului și au existat mult timp (peste 1700 de ani). Au fost răspândite în toată Europa. La începutul Epocii Fierului îngroparea cenușii morților în gropi fără urne și incinerările au început deja să aibă loc în cimitire.